# 澳門巴士101路線
澳門巴士101路線是已取消的巴士路線，由澳巴和新福利聯營，往返關閘和港珠澳大橋。

## 簡介及歷史
- 2022年8月3日18:00起，配合珠澳口岸調整並放寬通關安排，同時因拱北口岸舊廳封閉進行消防改造，新廳正在安裝設備，關閘口岸旅檢大廳暫停通關。[1][2][3][4][5][6]本線臨時開設，往返關閘及港珠澳大橋。 [7][8][9][10][11][12][13]
- 2022年8月5日起，關閘邊檢大樓由當天上午6時起恢復通關，本線暫停運作，但會配合實際情況適時開出作疏導。[14][15]

## 本線特色／趣事
- 本線官方正式名稱為101X特別班次。[16]而新福利在官方網站通告上稱為101X特班車。[17]

- 為區別兩巴營運，新福利營運本線時，交通事務局電子收費系統、巴士公司內部編號、乘車碼上會顯示為101S。[18]

- 在交通事務局巴士報站APP中，由於本線屬聯營路線，加上受到技術條件影響，因此以大寫i及小寫L區分澳巴及新福利的101路線，分別寫成I0I及l0l。[19]

### 往關閘方向

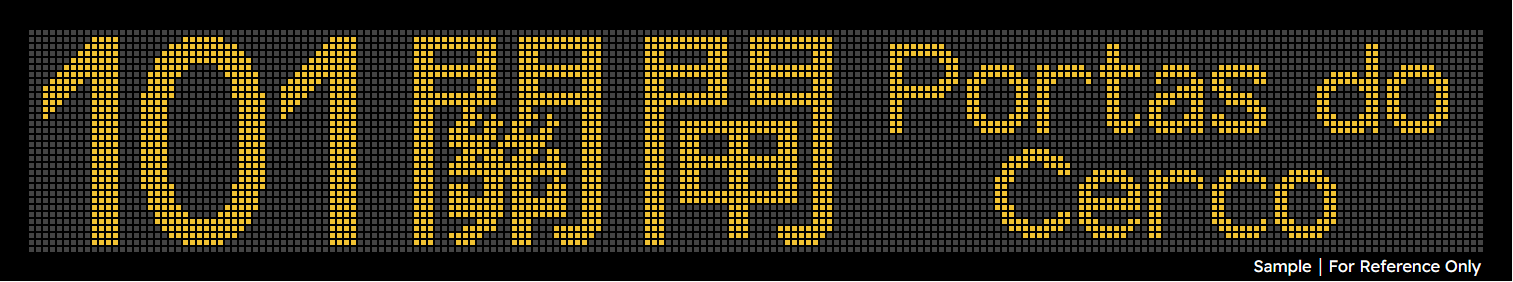

## 使用車輛

### 澳巴
- 宇通ZK6115HG1
- 宇通ZK6105HG
- 中通LCK6113SHEVG

### 新福利
- 蘇州金龍KLQ6108GQ28

## 路線資料

### 收費
| 收費類別 | 收費類別       | 收費類別 | 費用 |
| -------- | -------------- | -------- | ---- |
| 現金     | 現金           | 現金     | $6.0 |
| 澳門通   | 全民卡         | 未實名   | $6.0 |
| 澳門通   | 全民卡         | 已實名   | $3.0 |
| 澳門通   | 澳門錢包乘車碼 |          | $3.0 |
| 澳門通   | 學生卡         | 學生卡   | $1.5 |
| 澳門通   | 長者卡         | 長者卡   | 免費 |
| 澳門通   | 殘疾卡         |          | 免費 |

### 服務時間及班距
| 服務時間                     | 服務時間         | 每天        |
| ---------------------------- | ---------------- | ----------- |
| 關閘東側上落客區             | 關閘東側上落客區 | 06:30-00:00 |
| 班距                         | 06:30-09:30      | 10-15分鐘   |
| 班距                         | 09:30-17:00      | 按客量開出  |
| 班距                         | 17:00-00:00      | 10-15分鐘   |
| 懸掛8號風球後1小時開出尾班車 |                  |             |

### 路線停站
| 101  | 關閘 ↺ 港珠澳大橋 | 關閘 ↺ 港珠澳大橋  | 關閘 ↺ 港珠澳大橋      | 關閘 ↺ 港珠澳大橋 | 關閘 ↺ 港珠澳大橋 | 關閘 ↺ 港珠澳大橋 |
| 序號 | 循環線            | 循環線             | 循環線                 |                   |                   |                   |
| 序號 | 站號              | 站名               | 出入境口岸             |                   |                   |                   |
| 1    | M248              | 關閘東側上落客區   | 關閘邊檢大樓           |                   |                   |                   |
| 2    | M800/8            | 港珠澳大橋邊檢大樓 | 港珠澳大橋澳門邊檢大樓 |                   |                   |                   |
| 3    | M247              | 海上居             |                        |                   |                   |                   |
| 4    | M248              | 關閘東側上落客區   | 關閘邊檢大樓           |                   |                   |                   |

## 圖片集

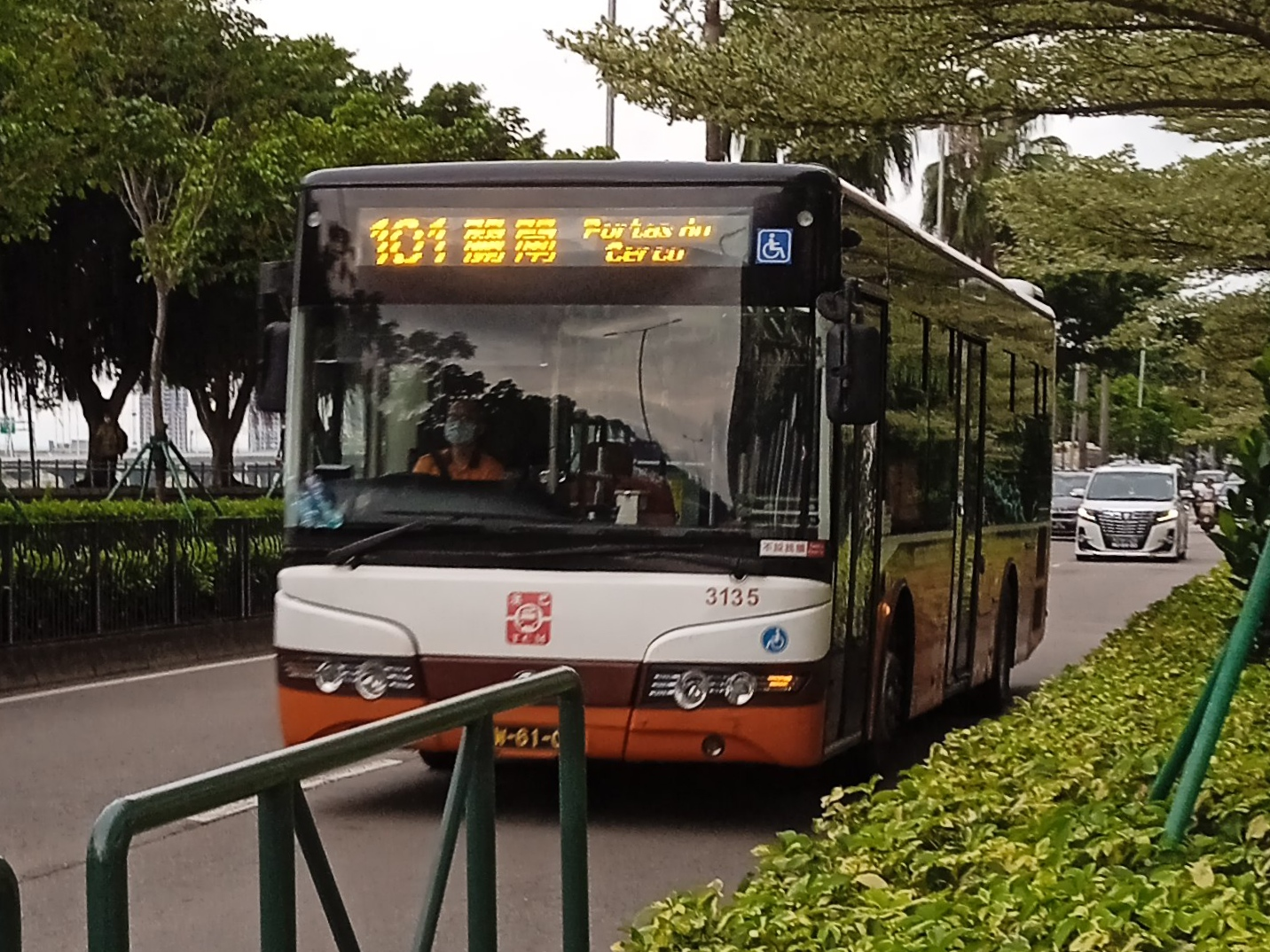
宇通ZK6115HG1
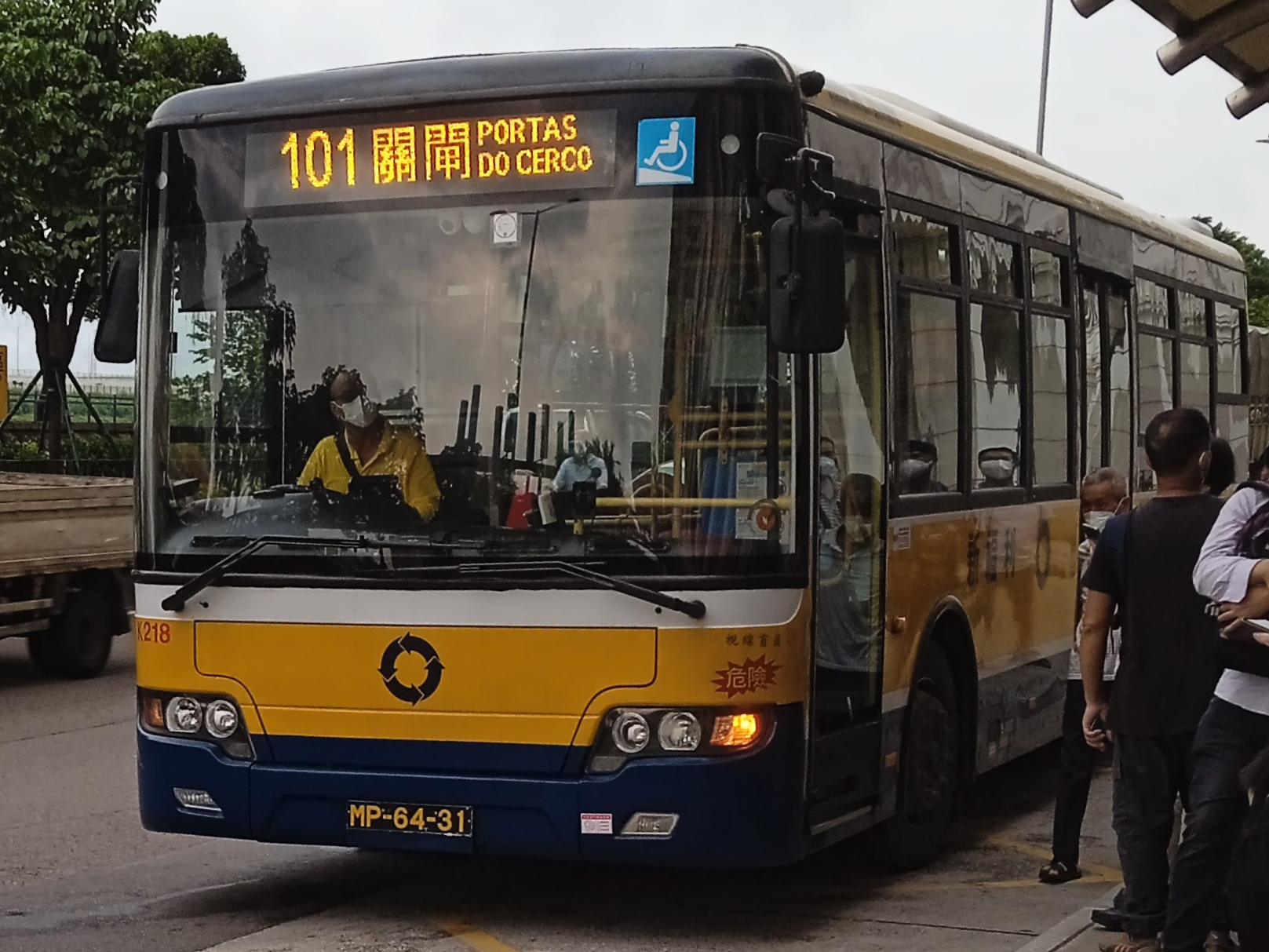
蘇州金龍KLQ6108GQ28

## 外部連結
- 澳門新福利公共汽車有限公司（官方網站） （页面存档备份，存于）
- 澳門公共汽車股份有限公司（官方網站） （页面存档备份，存于）